# José Antonio Quiroga y Piñeyro
José Antonio Quiroga y Piñeyro (La Coruña, 2 de octubre de 1931-Ibidem., 28 de junio de 2020) fue un empresario español. Se desempeñó como presidente de la Cámara de Comercio de La Coruña, así como vicepresidente del Consejo Superior de Cámaras de Comercio de España.

## Biografía

### Infancia y formación universitaria
Procedente de una familia de políticos. Hijo de Benigno Quiroga López-Vázquez y de Carmen Piñeyro Caramés, hija de los condes de Canillas (rama segundona del marquesado de Bendaña); tanto su bisabuelo Benigno Quiroga y López Ballesteros como el abuelo de éste Luis López Ballesteros fueron ministros. Su padre fue ingeniero y se ocupó por rehacer la fortuna familiar que se había mermado en la generación anterior.
José Antonio era el mayor de tres hermanos. Uno de sus hermanos falleció en un accidente automovilístico. Recibió su educación de la Compañía de Jesús, primero durante ocho años en el internado de los jesuitas en Vigo, y después en las Universidades de Deusto y de Valladolid, donde se licenció en Derecho. Continuó su formación en la Sorbona y en el London Scholl of Economics. Su formación fue marcadamente francesa.

### Actividad empresarial
En 1957 con la colaboración del grupo Pechiney España creó la empresa Grafitos Eléctricos del Noroeste (GENOSA), de la que fue director gerente. Genosa fue la primera fábrica de España de Electrodos de Grafito para Hornos Eléctricos. También presidió durante más de treinta años la empresa SGL Carbón.

#### Cámara de Comercio de La Coruña
En 1972 llegó a la Cámara de Comercio de La Coruña como vocal del Pleno. En 1974 pasó al Comité Ejecutivo, y en 1976 fue nombrado presidente. Renovó en siete elecciones consecutivas dicho cargo, por lo que permaneció en la presidencia de la entidad hasta que en 2010 fue relevado por Marcelo Castro Rial Schuler.
En 1982 fue nombrado vicepresidente del Consejo Superior de Cámaras de Comercio de España; y en 2002 adjunto al presidente, y posteriormente vicepresidente de las Eurocámaras.

### Otros proyectos
En los años sesenta creó el Club de Golf de La Coruña.
En los años setenta puso en marcha la Academia Gallega de Gastronomía. En 1970 participó en la creación del Centro Oncológico Regional, integrado en el Hospital Labaca. En 1982 accedió a la presidencia de Pechiney España.
En los años noventa, participó en diversas misiones comerciales encabezadas por el rey Juan Carlos I, o por los presidentes del Gobierno, Felipe González y José María Aznar.

### Vida privada
Casado con Carmen Fernández-Ladreda y García San Miguel. El matrimonio tuvo cinco hijos.

### Fallecimiento
Falleció el 28 de junio de 2020 en La Coruña.

## Premios y reconocimientos
En noviembre de 2010, recibió un homenaje en reconocimiento a su contribución al progreso de La Coruña. Además, recibió entre otros, los siguientes premios y distinciones:
- Caballero de la Legión de Honor.[9]
- Caballero de la Orden del Santo Sepulcro de Jerusalén.[9]
- Ancla de Plata de la Real Liga Naval Española.
- Medalla de Oro de la Asociación Española contra el Cáncer.
- Medalla de Oro de la Cámara de Comercio Francesa en España.
- Premio Chelo Liñeira al Coruñesismo.